# محمد القباج (طيار)
محمد القباج  (1938 فاس - 1989) كان من الرعيل الأول لضباط الجيش الملكي في سلاح الجو المغربي، ثم أصبح طياراً مدنيا في شركة الخطوط الملكية المغربية بعد قبول طلب إعفائه من الخدمة العسكرية. اشتهر بفطنته خلال محاولة انقلاب أوفقير بعد أن استطاع بخبرته مراوغة الانقلابيين وقيادة طائرة بوينغ 727 الملكية مدججة بطلقات نارية من طائرات إف 5 المقاتلة والهبوط بها بمحركين من أصل ثلاثة محركات مشتعلة بالنار وعجلة هبوط واحدة
وامتنانا من الحسن الثاني ملك المغرب أنذاك لإنقاذه حياته وحياة شقيقه الأمير عبد الله بن محمد الخامس بالإضافة إلى عدد من الشخصيات المستقلة للطائرة الملكية، رُقِيَّ مباشرة إلى رتبة كولونيل وقائد لسلاح جو القوات المسلحة الملكية المغربية خلفا لحسن اليوسي إلى غاية تقاعده في الثمانينات ثم وفاته سنة 1989.

## مشواره المهني

### التكوين العلمي
بعد حصوله على بكالوريوس في علوم الرياضيات الابتدائية، تخصص القباج سنتين في الرياضيات العليا والرياضيات الخاصة. انضم بعدها سنة 14 ماي 1956 إلى مبادرة الشباب التي أطلقها ملك المغرب أنذاك محمد الخامس مباشرة بعد استقلال المغرب بهدف تأسيس الجيش والترسنة المغربية، حيث شارك في مباراة تكوين أول دفعة من الطيارين المغاربة للقوات المسلحة الملكية المغربية في 1 يوليوز 1956 في كلية مولاي يوسف بالرباط. حيث نجح في سبتمبر 1956 رفقة 12 طالبا تحت إشراف الكولونيل الداودي في اجتياز المبارة والانضمام لسلك الطيارين المغاربة الذين سيجري تكوينهم في المدرسة الجوية في صالون دو بروفانس بفرنسا.

### التكوين العسكري
يعد القباج من الرعيل الأول لتأسيس القوات المسلحة الملكية المغربية خصوصا فرع القوات الجوية الملكية المغربية دفعة الطلبة الطيارين 1956 (EA-56) حيث جرى تكوينه في أرقى المدارس الجوية الفرنسية ابتداءً بالمدرسة الجوية في صالون دو بروفانس، ثم أفورد قرب مدينة بورجيز الفرنسية، ثم في مدينة تولوز فرانكازال حيث تدرب على عدة أنواع من الطائرات الحربية والمدنية (مثل طائرات دوغلاس دي سي-3، دوغلاس سي-47 سكاي ترين وغيرها).
بعد سنتين تخرج القباج بتفوق الأول على دفعته طيارا حربيا برتبة (رائد ـ ضابط) بين الطلبة 12 المغاربة، الذين وشحهم محمد الخامس استثناءً إلى رتب ملازم عسكري مغربي، التحق بعدها القباج بالقاعدة الجوية الفرنسية في مكناس حيث أتم تكوينه على طائرة (bi-places T- 33) لينتقل إلى القاعدة الجوية الفرنسية بسلا المتمركزة في المغرب ضمن «السرب الثامن الحربي في سلاح الجو الملكي المغربي» على طائرة Mystère IV حيث كلف بتدبير «المكتب السادس الجوي» أول نواة للقوات الجوية الملكية المغربية.

#### التأهيل العسكري
- بدأ حياته العسكرية عام 1956 كطالب ضابط في المدرسة الجوية الفرنسية (EA – 56).[4]
- تخرج من المدرسة الجوية الفرنسية في صالون دو بروفانس عام 1958، شهادة طيار (الدرجة الأولى دفعة 56 بتقدير رائد ـ ضابط).
- رقي لنتائجه الممتازة رفقة دفعته طيارا حربيا برتبة ملازم عسكري.
- تخرج من المدرسة الجوية الفرنسية في مكناس المغربية عام 1959 (بطاقة V.S.V (Vol Sans Visibilité)).
- التحق بالقاعدة الجوية في سلا ضمن «السرب الثامن الحربي في سلاح الجو الملكي المغربي» على طائرة Mystère IV لمتابعة التدريب العملي والتكتيكي.

## طلب الإعفاء من الجيش
بعد خمس سنوات من الخدمة طلب القباج إعفاءه من الخدمة العسكرية لأسباب شخصية وهو ما اعتبره آخرون تهربا من قيود الجيش الصارمة للبقاء مع زوجته الأجنبية، في حين صرح النقيب السابق أحمد الوافي أن الملازم القباج لطالما كان وطنيا وليس ملكيا، وأن استقالته لها علاقة بواقعة حدثت له سنة 1959 خلال مراسيم تسلم طائرة فوريا الإنجليزية بالموازاة مع الاحتفال بأول دفعة من الطيارين المغاربة حيث رفض تقبيل يد ولي العهد أنذاك الحسن الثاني، ما جعل الجنرال الكتاني بن حمو الحاج  يؤنبه على تصرفه، ليصرح له القباج ”أنه لم يتلقى تقبيل يد الملك في مدرسة الطيران”، التحق بعدها بالخطوط الملكية المغربية كطيار مدني في شهر أبريل 1969.

## افشالمحاولة انقلاب أوفقير
في 6 يوليوز 1972 تلقى القباج أوامر بإعداد طائرة بوينغ 727 الملكية لإحضار ملك المغرب أنذاك الحسن الثاني بعد تحذيرات أُوفدت إليه من طرف المخابرات الفرنسية تفيد وجود تحركات مريبة للجيش داخل المغرب، ما أجبره على قطع إجازته المعتادة في فرنسا ب10 أيام.
بتاريخ 16 غشت 1972 كان القباج مسؤولا على سلامة ملك المغرب الحسن الثاني وشقيقه الأمير عبد الله وصهره الوزير الأول أحمد عصمان والجنرال أحمد الدليمي وآخرين باعتباره قائداً لطائرة بوينغ 727 الملكية المقلة لهم، فجأة وبمجرد دخول الطائرة إلى الأجواء المغربية، حلق سرب من 6 طائرات مغربية بمحاذات الطائرة الملكية انقسمت إلى مجموعتين، أخذت الطائرات الثلاث المسلحة في إطلاق النار جوا بحركات بهلوانية، وهو ما جعل الجنرال أحمد الدليمي يلوح بيده طالبا إلى ربابنة المقاتلات بالابتعاد عن الطائرة الملكية، قبل أن يصيح قائد الطائرة الربان القباج عبر جهاز الراديو"«ابتعدوا عن الطائرة، جلالة الملك لم يطلب حراسة»"، لكن أحداً لم يهتم بالنداء.
فجأة سمع ذوي انفجار قنبلة وضعت تحت الطائرة أصابت حارس الأمن الفرنسي، تلاها هجوم عنيف من قبل 3 طائرات إف5 عسكرية مغربية على مؤخرة الطائرة حيث كان المغرب وحده الذي يملك هذا النوع من الطائرات الحربية في المنطقة، ماجعل محمد القباج ينبه الملك بتعرضهم لهجوم يسعى منفذوه إلى إسقاط الطائرة الملكية. أمام قصف رشاشات الطائرات قذائف من عيار 20 ملم وعلى علو 7 كيلومترات من الأرض حاول القباج المراوغة بالطائرة المدنية دون جدوى، حيث استطاعت رصاصات منفذوا الإنقلاب الإضرار بالطائرة وخرقها بالثقوب وتفجير 3 محركات تسببت في اندلاع دخان كثيف. عندها أعطى الملك تعليماته لمهندس الصيانة بالتحدث إلى برج المراقبة قائلا: «“لقد مات كل من كان في الطائرة لأنهم كانوا في الخلف مع الملك، والملك مصاب بجروح خطيرة في مؤخرة عنقه، فأوقفوا الهجوم فكروا في زوجتي وأطفالي.”».
وفي محاولة أخيرة للتأكد قام أحد الانقلابيين بهجوم انتحاري قافزاً بمقعده من الطائرة قبل الارتطام بها ما جعله يفلتها، إذ خف وزن طائرة اف5 وغيرت مسارها لتمر تحت الطائرة الملكية. في هذه الأثناء انسحب المهاجمون إلى قاعدتهم في القنيطرة للتسلح مجددا فيما اغتنم القباج الفرصة محاولا إعادة استخدام المحرك المحترق، في محاولة أخيرة قبل النزول إلى قاعدة القنيطرة الجوية، رغم الكيروسين الذي أفرغه أحد الانقلابيين على الطائرة لتفجيرها.
حلق القباج بالطائرة الملكية المحترقة على علو منخفض فوق أرضية قاعدة القنيطرة الجوية، محاولا جعل الانقلابيين يعتقدون بهبوطه في القنيطرة، في حين تابع تحليقه إلى مطار الرباط – سلا، وبعد 20 دقيقة، استطاع الهبوط بطائرة، بالغة الإصابة، وسط سحب من الدخان في مطار الرباط العسكري، دون انفجارها ما اعتبر معجزة نادرة.

## العودة للجيش والترقية
بعد انقلاب 16 أغسطس 1972 قضى القباج شهرا من النقاهة في المستشفى العسكري وعرفاناً من الملك الحسن الثاني لإنقاذه وطاقم الطائرة من موت محقق، جرى تعيينه قائدا للقوات الجوية خلفاً لحسن اليوسي برتبة جنرال إلى جانب تدبيره “المكتب الثاني” (المكلف بالمخابرات العسكرية).

## حياته الخاصة
تزوج القباج خلال اجتيازه لدورة تكوينية في الطيران العسكري بفرنسا من شابة سويسرية تدعى أنجلينا عايشت معه محاولات الانقلاب الفاشلة ونجت من غارة الانقلابيين التي استهدفت مطار الرباط ـ سلا خلال محاولة انقلاب أوفقير حيث كانت تنتظر أخبار زوجها للإطمئنان عليه، بعد سنوات حدث الطلاق بينهما ليتزوج من مضيفة طيران مغربية إلى حين وفاته.

## الحاجة بوينغ
بعد سنة من عملية براق إف 5 الفاشلة وصيانة جميع أضرار وأعطاب الطائرة، حظيت بوينغ 727 بمكانة خاصة لدى الملك الحسن الثاني، الذي سافر على مثنها رفقة الجنرال القباج إلى مكة المكرمة حيث أمر بغسلها بماء زمزم ليطلق عليها لقب «الحاجة بوينغ» ويستمر بالسفر بها مدة طويلة قبل أن يتم تحويلها للرحلات المدنية.